# 1951年の南海ホークス
1951年の南海ホークスでは、1951年の南海ホークスの動向をまとめる。
この年の南海ホークスは、鶴岡一人選手兼任監督の6年目のシーズンであり、1948年以来3年ぶり3度目のリーグ優勝に輝いたシーズンである（当時は山本一人）。

## 概要
鶴岡監督6年目のチームは前年入団の蔭山和夫が1番に入り、2番には木塚忠助が入るなど機動力を中心とした野球でシーズンが開幕。チームは開幕から好調で、6月まで毎日や西鉄が追いかけるもののそれ以降はゲーム差を広げていき、最終的に2位の西鉄に18ゲーム以上つける独走だった。投手陣は江藤正が24勝、柚木進が19勝、中谷信夫が14勝をあげるなど4人が2桁勝利を記録し、チーム勝ち星79勝の大部分を先発陣が稼ぎ、打撃陣もリーグ1位の.276をたたき出したほか、盗塁数も191個でリーグ1位となった。これにより、NPBシーズン最高勝率を記録している。日本シリーズは因縁の巨人との対決となったが、地元・大阪球場で完封負けすると第3戦を落とし、王手をかけられるが第4戦を勝利。しかし日本一に燃える巨人の勢いに押され、1勝4敗で敗れ球団初の日本一はならなかった（その後1952年・1953年・1955年と続けて敗れ、1959年にようやく打倒巨人を実現させた）。

## チーム成績
| 1 | 三 | 蔭山和夫 |
| 2 | 遊 | 木塚忠助 |
| 3 | 右 | 笠原和夫 |
| 4 | 二 | 山本一人 |
| 5 | 一 | 村上一治 |
| 6 | 左 | 堀井数男 |
| 7 | 中 | 黒田一博 |
| 8 | 捕 | 筒井敬三 |
| 9 | 投 | 江藤正   |

| 順位 | 4月終了時 | 4月終了時 | 5月終了時 | 5月終了時 | 6月終了時 | 6月終了時 | 7月終了時 | 7月終了時 | 8月終了時 | 8月終了時 | 最終成績 | 最終成績 |
| ---- | --------- | --------- | --------- | --------- | --------- | --------- | --------- | --------- | --------- | --------- | -------- | -------- |
| 1位  | 南海      | --        | 南海      | --        | 南海      | --        | 南海      | --        | 南海      | --        | 南海     | --       |
| 2位  | 東急      | 1.5       | 西鉄      | 3.0       | 毎日      | 9.0       | 毎日      | 13.0      | 毎日      | 14.5      | 西鉄     | 18.5     |
| 3位  | 西鉄      | 3.5       | 東急      | 6.0       | 西鉄      | 9.5       | 西鉄      | 14.5      | 西鉄      | 18.5      | 毎日     | 22.5     |
| 4位  | 近鉄      | 4.0       | 毎日      | 7.0       | 阪急      | 15.0      | 東急      | 17.0      | 阪急      | 23.5      | 大映     | 29.5     |
| 5位  | 毎日      | 4.5       | 近鉄      | 8.5       | 東急      | 16.0      | 大映      | 18.0      | 東急      | 24.5      | 阪急     | 31.0     |
| 6位  | 阪急      | 4.5       | 大映      | 9.5       | 大映      | 17.0      | 阪急      | 18.5      | 大映      | 24.5      | 東急     | 33.0     |
| 7位  | 大映      | 6.5       | 阪急      | 11.5      | 近鉄      | 17.5      | 近鉄      | 24.0      | 近鉄      | 31.0      | 近鉄     | 33.5     |

| 順位 | 球団             | 勝 | 敗 | 分 | 勝率 | 差   |
| 1位  | 南海ホークス     | 72 | 24 | 8  | .750 | 優勝 |
| 2位  | 西鉄ライオンズ   | 53 | 42 | 10 | .558 | 18.5 |
| 3位  | 毎日オリオンズ   | 54 | 51 | 5  | .514 | 22.5 |
| 4位  | 大映スターズ     | 41 | 52 | 8  | .441 | 29.5 |
| 5位  | 阪急ブレーブス   | 37 | 51 | 8  | .420 | 31.0 |
| 6位  | 東急フライヤーズ | 38 | 56 | 8  | .404 | 33.0 |
| 7位  | 近鉄パールス     | 37 | 56 | 5  | .398 | 33.5 |

### 日本シリーズ
| 10月10日（水）                   | 第1戦  | 読売ジャイアンツ | 5 - 0    | 南海ホークス     | 大阪球場   |
| 10月11日（木）                   | 第2戦  | 読売ジャイアンツ | 7 - 0    | 南海ホークス     | 大阪球場   |
| 10月12日（金）                   | 移動日 | 移動日           | 移動日   | 移動日           | 移動日     |
| 10月13日（土）                   | 第3戦  | 南海ホークス     | 2 - 3    | 読売ジャイアンツ | 後楽園球場 |
| 10月14日（日）                   | 第4戦  | 雨天中止         | 雨天中止 | 雨天中止         | 後楽園球場 |
| 10月15日（月）                   | 第4戦  | 雨天中止         | 雨天中止 | 雨天中止         | 後楽園球場 |
| 10月16日（火）                   | 第4戦  | 南海ホークス     | 4 - 3    | 読売ジャイアンツ | 後楽園球場 |
| 10月17日（水）                   | 第5戦  | 南海ホークス     | 2 - 8    | 読売ジャイアンツ | 後楽園球場 |
| 優勝：読売ジャイアンツ（初優勝） |        |                  |          |                  |            |

## オールスターゲーム1951
- 選出選手

| ポジション | 名前     | 選出回数 |
| ---------- | -------- | -------- |
| 投手       | 江藤正   | 初       |
| 投手       | 柚木進   | 初       |
| 捕手       | 筒井敬三 | 初       |
| 一塁手     | 飯田徳治 | 初       |
| 二塁手     | 山本一人 | 初       |
| 遊撃手     | 木塚忠助 | 初       |
| 内野手     | 蔭山和夫 | 初       |

- 太字はファン投票による選出。オールスター戦はこの年から開催されたため、全員初選出。

## できごと
- 3月31日：パ・リーグ開幕。だが開幕直前にパ・リーグ選抜メンバーに選ばれ、ハワイに遠征していた飯田徳治選手は、帰国が遅れて開幕に間に合わず4戦を欠場したが、「公休」扱いされたため、1948年9月12日の対金星戦以来継続している連続試合出場に影響はなかった。

## 表彰選手
| リーグ・リーダー | リーグ・リーダー | リーグ・リーダー | リーグ・リーダー |
| 選手名           | タイトル         | 成績             | 回数             |
| ---------------- | ---------------- | ---------------- | ---------------- |
| 山本一人         | 最高殊勲選手     |                  | 3年ぶり3度目     |
| 蔭山和夫         | 新人王           |                  |                  |
| 飯田徳治         | 打点王           | 87打点           | 初受賞           |
| 木塚忠助         | 最多安打         | 130本            | 初受賞           |
| 木塚忠助         | 盗塁王           | 55個             | 3年連続3度目     |
| 柚木進           | 最優秀防御率     | 2.08             | 初受賞           |
| 江藤正           | 最多勝利         | 24勝             | 初受賞           |
| 中谷信夫         | 最高勝率         | .875             | 初受賞           |

| ベストナイン | ベストナイン | ベストナイン |
| 選手名       | ポジション   | 回数         |
| ------------ | ------------ | ------------ |
| 江藤正       | 投手         | 初受賞       |
| 飯田徳治     | 一塁手       | 2年連続2度目 |
| 山本一人     | 二塁手       | 初受賞       |
| 蔭山和夫     | 三塁手       | 初受賞       |
| 木塚忠助     | 遊撃手       | 4年連続4度目 |